# Кантабрійські війни
Кантабрійські війни (лат. Bellum Cantabricum et Asturicum) — низка військових конфліктів між армією Римської імперії та загонами племінних союзів кантабрів й астурів у 29-19 роках до н. е. Ці війни завершили тривалий процес римського завоювання Піренейського півострова.

## Передумови
Після завершення останнього етапу громадянських війн між Октавіаном Августом та Марком Антонієм встановився принципат на чолі із Октавіаном. Останній мав намір повністю підкорити Піренеї й водночас убезпечити захист римських провінцій в Іспанії та Лузітанії з півночі — від атак войовничих кантабрів і астурів. Ці племена у попередні століття часто ставали найманцями або союзниками в арміях ворогів Риму — Гасбрубала Барки та його брата Ганнібала, Нуманції, ваккеїв й галлаїків, Квінта Серторія, які під час громадянських війн надавали допомоги помпеянцям. Іншою важливою причиною стали відомості про значні природні копальні заліза та золота на північних землях півострова. Все це у 30 році до н. е. змусило Октавіана розпочати підготовку для підкорення цих областей.
Приводом для початку війни римляни використали атаки з боку кантабрів кельтіберських племен ваккеїв, турмогів та аутригонів, що перебували під патронатом Риму. Такі дії були розцінені як виклик Римській державі.

## Військові кампанії

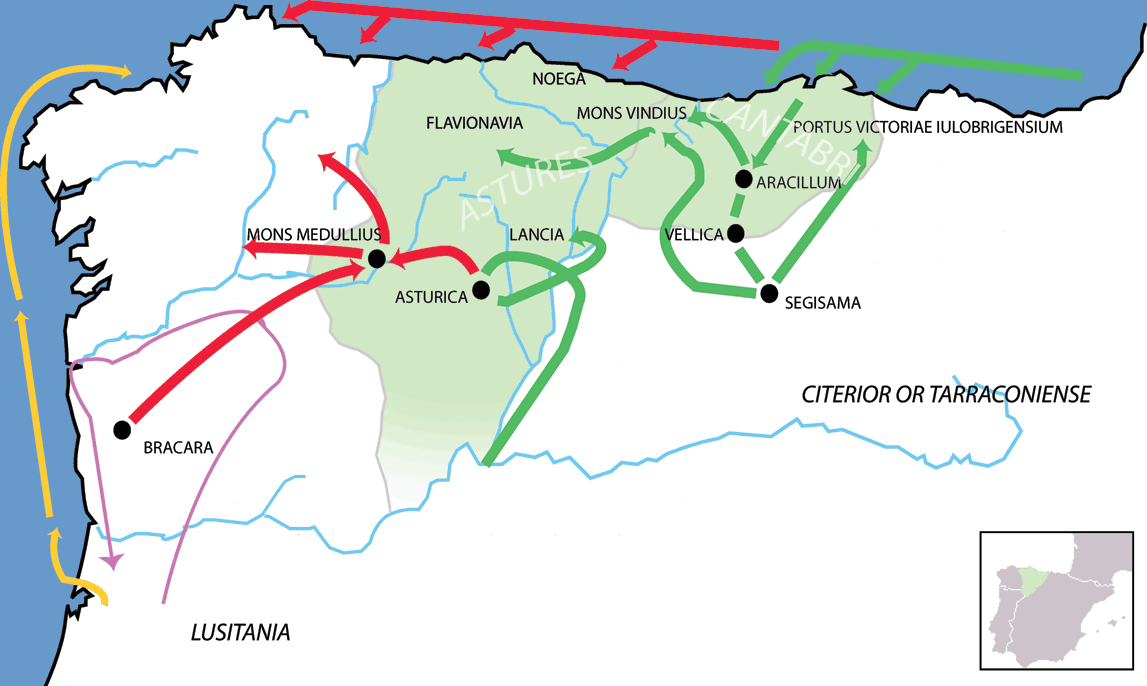
Військові походи римлян 26-25 років до н.е.

У 29 році до н. е. на півострів були перебазовані 2-3 легіони на чолі із Титом Статілієм Тавром, які рушили проти кантабрів. За свої успіхи отримав імперіум від Октавіана. Втім визнання влади Риму було суто формальним, великих битв не відбувалося, римляни обмежилися лише військовими рейдами. Після відходу основних сил до Тарраконської Іспанії в Кантабрії залишилися лише фіскали та митарі в містах Оска, Турій, Калагурій.
У 28 році до н. е., скориставшись повстанням аквітанів, проти Риму повстала уся Кантабрія. Кантабри використовували своєрідну тактику — спочатку вони закидали своїх супротивників дротиками, потім атакували, використовуя кривий меч (фалькату). В їх війську також були досвідчені вершники, в яких була своя тактика — «кантабрійське коло» — напівкругле шикування кавалерії, покликане захистити піхотинців з трьох сторін. В ході наступу кіннотники-кантабри робили широку фронтальну атаку на римську лінію. Втім незважаючи на хоробрість та відчайдушність кантабрів, вони не змогли протистояти досвідченій римській армії, ветеранам громадянських війн на чолі із Секстом Аппулеєм та Гаєм Кальвізієм Сабіном. Тому вожді кантабрів обрали нову тактику партизанської боротьби, намагаючись виснажити римлян.
У 27 році до н. е. Октавіан особисто прибув до Сегісаму, де став табором (сучасне м.Сасамон). Рішучі бої розпочалися 26 року до н. е. Після цього римську армію розділено на три частини, які охопили всю Кантабрію. Ними керували Антістій, Фурній та Віпсаній. З боку моря землі кантабрів атакував римський флот. З кораблів римляни висадилися на узбережжя, де заснували порт Блендій (сучасне м.Суансес). Важливі битви цієї кампанії відбулися біля міста Бергіди. Водночас заснував місто Юліобрига задля контролю над основними шляхами Кантабрії.
У 25 році до н. е. розпочалася війна з астурійським союзом на чолі з головним вождем Гавсоном, які зуміли зібрати значні сили. Вони вийшли до річки Астури (сучасна річка Есла в провінції Леон, Іспанія), де зустрілися з римською армією на чолі із Титом Каризієм. останній зумів перетягнути на свій бік одне з астурійських племен — брігецинів, завдяки чому астури зазнали тяжкої поразки та відступили до міста Ланція, яке після запеклої оборони все ж таки впало. За допомогу римляном плем'я брігенцинів отримали значні земельні ділянки біля м. Бригантій (сучасне м. Ла-Корунья). Того ж року римляни продовжили наступ на кантабрів — у битвах на горі Віндій, біля міста Арацеллій, гори Медулла кантабри зазнали відчутних втрат. В останній битві війська кантабрів, що опинилися у безнадійній ситуації, вбили один одного, а жінки спалили себе живцем. Втім римляни захопили багату здобич й численних полонених. За ці успіхи римський сенат призначив Октавіану тріумф, але той відмовився, демонструючи начебто скромність.
У 24 році до н. е. астури й кантабри знову повстали. Втім римляни на чолі із Титом Каризієм, Гаєм Фурнієм та Луцієм Елієм Ламією придушили це повстання. За рішенням Октавіана Каризія було призначено намісником в Астурії, а Фурнія — в Кантабрії. Втім, суворі дії цих римлян призвели до нового повстання у 22 році до н. е., коли римляни знову атакували гору Медуллу. Втім Фурній суворими діями та своєю військовою здібністю переміг супротивника, придушивши повстання.
У 20 році до н. е. кантабри знову повстали. Проти них була спрямована армія на чолі із Марком Агріппою. Після кількох поразок, які спричинили значні втрати, Агріппа нарешті у 19 році до н. е. домігся вирішального успіху, знищив майже всіх кантабрів, які були здатні носити зброю, а тих, хто залишився в живих роззброїв і переселив на рівнину. За ці успіхи Октавіан август пропонував надати Агриппі тріумф, проте той відмовився. Землі астурів і кантабрів були розділені між провінціями Тарраконська Іспанія та Лузітанія. Військовою базою стали Легіонські Табори (лат. Castra Legionis, сучасне місто Леон, Іспанія) Разом з тим невеличкі сутички тривали до 16 року до н. е.